# Стефановщина

Стефановщина (укр. Стефанівщина) — село,
Степановский сельский совет,
Великобагачанский район,
Полтавская область,
Украина.
Код КОАТУУ — 5320285007. Население по переписи 2001 года составляло 153 человека.

## Географическое положение
Село Стефановщина находится в 3,5 км от правого берега реки Псёл,
в 1,5 км от села Степановка.
По селу протекает пересыхающий ручей с запрудой.